# WTA Finals 2015 - Singolare
Il singolare del WTA Finals 2015 è stato un torneo di tennis facente parte del WTA Tour 2015.
Serena Williams era la detentrice del titolo ma non l'ha difeso a causa della sua mancata partecipazione. A trionfare è stata Agnieszka Radwańska che ha battuto Petra Kvitová con il punteggio di 6–2, 3–6, 6–3

## Giocatrici
1. Simona Halep (round robin)
2. Garbiñe Muguruza (semifinale)
3. Maria Sharapova (semifinale)
4. Petra Kvitová (finale)

1. Agnieszka Radwańska (campionessa)
2. Angelique Kerber (round robin)
3. Flavia Pennetta (round robin)
4. Lucie Šafářová (round robin)

### Riserve
1. Venus Williams (non ha giocato)

1. Carla Suárez Navarro (non ha giocato)

## Tabellone

### Legenda
| - Q = Qualificato - WC = Wild card - LL = Lucky loser | - ALT = Alternate - SE = Special Exempt - PR = Protected Ranking | - w/o = Walkover - r = Ritirato - d = Squalificato |

### Fase finale
|  | Semifinali | Semifinali          | Semifinali      | Semifinali | Semifinali |  |  | Finale | Finale              | Finale | Finale | Finale |  |
|  |            |                     |                 |            |            |  |  |        |                     |        |        |        |  |
|  | 3          | Maria Sharapova     | Maria Sharapova | 3          | 63         |  |  |        |                     |        |        |        |  |
|  | 4          | Petra Kvitová       | Petra Kvitová   | 6          | 7          |  |  | 4      | Petra Kvitová       | 2      | 6      | 3      |  |
|  | 2          | Garbiñe Muguruza    | 7               | 3          | 5          |  |  | 5      | Agnieszka Radwańska | 6      | 4      | 6      |  |
|  | 5          | Agnieszka Radwańska | 65              | 6          | 7          |  |  |        |                     |        |        |        |  |

### Gruppo Rosso
|   |                     | Halep       | Sharapova     | Radwanska     | Pennetta    | RR V–P | Set V-P     | Game V-P      | Classifica |
| 1 | Simona Halep        |             | 4–6, 4–6      | 6(5)–7, 1–6   | 6–0, 6–3    | 1-2    | 2-4 (33.3%) | 27–28 (49.1%) | 3          |
| 3 | Maria Sharapova     | 6-4, 6–4    |               | 4–6, 6–3, 6–4 | 7-5, 6–1    | 3-0    | 6-1 (85.7%) | 41-27 (60.3%) | 1          |
| 5 | Agnieszka Radwańska | 7–6(5), 6–1 | 6-4, 3–6, 4–6 |               | 6(5)–7, 4–6 | 1-2    | 3-4 (42.9%) | 36-36 (50%)   | 2          |
| 7 | Flavia Pennetta     | 0–6, 3–6    | 5–7, 1–6      | 7–6(5), 6–4   |             | 1-2    | 2-4 (33.3%) | 22-35 (38.6%) | 4          |

La classifica viene stilata in base ai seguenti criteri: 1) Numero di vittorie; 2) Numero di partite giocate; 3) Scontri diretti (in caso di due giocatori pari merito ); 4) Percentuale di set vinti o di games vinti (in caso di tre giocatori pari merito ); 5) Decisione della commissione.

### Gruppo Bianco
|   |                  | Muguruza      | Kvitová       | Kerber      | Safarova    | RR V–P | Set V-P     | Game V-P      | Classifica |
| 2 | Garbiñe Muguruza |               | 6–4, 4–6, 7–5 | 6–4, 6–4    | 6–3, 7–6(4) | 3-0    | 6-1 (85.7%) | 42-32 (56.8%) | 1          |
| 4 | Petra Kvitová    | 4–6, 6–4, 5–7 |               | 2–6, 6(3)–7 | 7–5, 7–5    | 1–2    | 3–4 (42.9%) | 37-40 (48.1%) | 2          |
| 6 | Angelique Kerber | 4–6, 4–6      | 6–2, 7–6(3)   |             | 4–6, 3–6    | 1–2    | 2–4 (33.3%) | 28-32 (46.7%) | 4          |
| 8 | Lucie Šafářová   | 3–6, 6(4)–7   | 5–7, 5–7      | 6–4, 6–3    |             | 1-2    | 2-4 (33.3%) | 31-34 (47.7%) | 3          |

La classifica viene stilata in base ai seguenti criteri: 1) Numero di vittorie; 2) Numero di partite giocate; 3) Scontri diretti (in caso di due giocatori pari merito ); 4) Percentuale di set vinti o di games vinti (in caso di tre giocatori pari merito ); 5) Decisione della commissione.